# 1996年夏季奥林匹克运动会跳水比赛
1996年夏季奧林匹克運動會的跳水比賽由1996年7月26日至8月2日在佐治亚理工学院水上中心举行，為期11天；賽事設有男女子的3米彈板及10米高台四個項目，決出金、銀、銅牌各四面。
本屆比賽共有來自39個國家和地區的122名跳水運動員參與，當中包括66男、56女。在眾多選手中，年齡最小的是泰國的Sukrutai Tommaoros，年僅14歲又172日；而年齡最大的則是美國選手、去屆銅牌得主玛丽·埃伦·克拉克，時年33歲又214日，該選手在本屆賽事再次奪得女子10米高台銅牌。
最終，中國以三金、一銀、一銅的成績，再度成為此項目的霸主。而在個別運動員方面，中國的伏明霞贏得3米彈板冠軍，並成功衛冕10米高台金牌，成為本屆賽事的大贏家。

## 參賽代表隊及運動員人數
以下為派員參加跳水比賽的代表隊（按隊伍英文名稱序），括號內顯示該隊的參賽運動員人數：

| - 亚美尼亚（2） - （7） - 奥地利（2） - 阿塞拜疆（1） - 白俄罗斯（5） - 玻利维亚（1） - 保加利亚（1） - 加拿大（6） - 中国（7） - 中华台北（2） - 哥斯达黎加（1） - 法国（1） - （2） - 德国（7） | - 英国（5） - 希腊（1） - 香港（1） - 匈牙利（2） - 意大利（2） - 日本（3） - （5） - 科威特（2） - 墨西哥（5） - 朝鲜（3） - 波多黎各（2） - 罗马尼亚（3） - 俄罗斯（7） - 韩国（4） | - 西班牙（5） - 斯里兰卡（1） - 瑞典（3） - 瑞士（1） - （2） - 泰国（2） - 乌克兰（6） - 美国（8） - 乌拉圭（1） - 委内瑞拉（1） - 南斯拉夫（2） - 津巴布韦（1） |

## 國家獎牌榜
| 排名   | 国家／地区    | 金牌 | 银牌 | 铜牌 | 總數 |
| ------ | ------------- | ---- | ---- | ---- | ---- |
| 1      | 中国（CHN）   | 3    | 1    | 1    | 5    |
| 2      | 俄罗斯（RUS） | 1    | 1    | 0    | 2    |
| 3      | 德国（GER）   | 0    | 2    | 0    | 2    |
| 4      | 美国（USA）   | 0    | 0    | 2    | 2    |
| 5      | 加拿大（CAN） | 0    | 0    | 1    | 1    |
| 總計： | 總計：        | 4    | 4    | 4    | 12   |

## 項目優勝者

### 男子
| 項目                 | 金牌                      | 金牌   | 银牌              | 银牌   | 铜牌              | 铜牌   |
| 男子3米彈板（詳細）  | 熊倪（中国）              | 701.46 | 余卓成（中国）    | 690.93 | 马克·伦齐（美国） | 686.49 |
| 男子10米高台（詳細） | 德米特里·萨乌丁（俄罗斯） | 692.34 | 扬·亨佩尔（德国） | 663.27 | 肖海亮（中国）    | 658.20 |

### 女子
| 項目                 | 金牌           | 金牌   | 银牌                    | 银牌   | 铜牌                     | 铜牌   |
| 女子3米彈板（詳細）  | 伏明霞（中国） | 547.68 | 艾丽娜·拉什科（俄罗斯） | 512.19 | 安妮·佩尔蒂埃（加拿大）  | 509.64 |
| 女子10米高台（詳細） | 伏明霞（中国） | 521.58 | 安妮卡·瓦尔特（德国）   | 479.22 | 玛丽·埃伦·克拉克（美国） | 472.95 |